# Drama (télévision)
Pour les articles homonymes, voir Drama.
 (janvier 2015).
Si vous disposez d'ouvrages ou d'articles de référence ou si vous connaissez des sites web de qualité traitant du thème abordé ici, merci de compléter l'article en donnant les références utiles à sa vérifiabilité et en les liant à la section « Notes et références ».
Un drama (de l'anglais TV drama) est, dans les pays asiatiques (notamment Japon, Corée, Chine et Taïwan), une série télévisée. Ce format court spécifique s'est développé au Japon à la fin des années 1970 et s'est exporté ensuite dans le reste de l'Asie[réf. nécessaire].
Le drama touche à tous les genres : amour, horreur, fantastique, comédie.
Ce sont parfois des adaptations de mangas ou d'anime. Dans les dramas jouent non seulement des acteurs professionnels, mais aussi souvent des célébrités, des chanteurs, des idoles…
En France, de nombreux dramas sont diffusés sur les plateformes de vidéos à la demande tels que Netflix ou Prime Video.

## Par pays
- Drama coréen
- Drama japonais
- Drama taïwanais

Il y a également des dramas créés dans d'autres pays asiatiques, notamment en Chine, à Hong Kong et en Thaïlande.

## Genres
- Drama historique
  - Wu xia pian (wuxia)
  - Sageuk
- Drama romantique
- Home Drama
- Drama d'arts martiaux : sous-genre dans lequel on trouve de l'art martial. Des dramas taïwanais et hongkongais sont basés sur ce genre.
- Drama de science-fiction : certains dramas coréens sont basés sur ce genre, en particulier les dramas qui font référence aux voyages temporels dans le futur mais également aux extra-terrestres.
- Drama médical (voir série médicale)
- Drama policier
- Drama professionnel
- Drama tragique
- Reality Drama
- Trendy Drama : ce sont des séries télévisées qui font souvent référence à la vie de tous les jours : la famille, l'école, la vie d'entreprise. Ce genre est particulièrement présent au Japon depuis les années 1980.
- Drama scolaire